# Syngrapha simplex
Syngrapha simplex är en fjärilsart som beskrevs av Embrik Strand 1917. Syngrapha simplex ingår i släktet Syngrapha och familjen nattflyn. Inga underarter finns listade i Catalogue of Life.